# Zentrum für Umweltbewusstes Bauen
Das Zentrum für Umweltbewusstes Bauen e. V. (ZUB) war ein der Universität Kassel angegliedertes Forschungsinstitut.
Das 1999 gegründete Institut bildete als unabhängige Einrichtung zusammen mit der Fraunhofer-Institut-Projektgruppe Kassel, den Fachgebieten Bauphysik, Technische Gebäudeausrüstung und Experimentelles Bauen an der Universität Kassel einen Forschungsschwerpunkt für umweltbewusstes Bauen.
Kernkompetenz des Instituts war die energetische Optimierung im Gebäudebereich und angewandte Forschung auf dem Gebiet der Bauphysik. Darüber hinaus befasste sich das ZUB mit Forschung, Planung, Weiterbildung und Entwicklung von Planungsinstrumenten.
Das Institut war von der Rechtsform her ein gemeinnütziger Verein, wodurch die Möglichkeit bestand, dass Institutionen, Firmen und Privatpersonen als fördernde Mitglieder dem Verein beitraten und so das ZUB unterstützen und aktiv mitgestalten konnten.
In 2007 waren rund 100 Wissenschaftler, Studenten und Angestellte im Institut tätig. Das ZUB finanzierte sich vor allem aus öffentlich geförderten Forschungsprojekten und Forschungsaufträgen der Industrie und spielte im Auftrag des Bundesamtes für Bauwesen und Raumordnung (BBR) eine wichtige Rolle bei der Weiterentwicklung der Norm DIN V 18599 und deren Erweiterung für zukünftige Versionen der Energieeinsparverordnung.
Seit Gründung des Instituts war Gerd Hauser Vorstandsvorsitzender des Instituts. Seit 2008 war Anton Maas Vorstandsvorsitzender und Gerd Hauser weiterhin im Vorstand tätig.
Im Jahr 2011 wurde der Forschungsbereich des ZUB in die Universität Kassel integriert und der Weiterbildungsbereich in die privatwirtschaftliche Tochter der Universität Kassel, UNIKIMS, in der die Universität ihre wissenschaftlichen Weiterbildungsangebote organisiert. Die UNIKIMS führt seitdem den Namen ZUB für die Weiterbildung im umweltbewussten Bauen weiter. Der Verein wurde aufgelöst.

## Forschung
Projektbeteiligungen waren u. a.:
- Forschungsauftrag des Bundesamtes für Bauwesen und Raumordnung (BBR): DIN V 18599 für Wohngebäude
- Forschungsauftrag des Bundesamtes für Bauwesen und Raumordnung: Erweiterte Nutzungsrandbedingungen für Nichtwohngebäude gem. DIN V 18599 (Randbedingungen für neue Nutzungs-Profile)
- MASEA-Materialdatenbank Altbaumaterialien in Kooperation mit dem Fraunhofer-Institut für Bauphysik, Holzkirchen
- Forschungsauftrag der Deutschen Bundesstiftung Umwelt (DBU): Gründächer Messung und Korrekturvorschlag für U-Wert
- Forschungsauftrag der DBU: Gebäude aus Strohballen
- Wissenschaftliche Auswertung der Wettbewerbe PROM 2008 und PROM 2009
- Forschungsauftrag des BBR: Qualitätssicherung – Klebemassen – Luftdichtheitsschichten Projektübersicht: Bauqualität (Memento vom 8. August 2007 im Internet Archive)
- Forschungsprojekt DGfH – Einfluss der kurzwelligen Strahlung auf den thermischen Komfort
- Forschungsauftrag des BBR: Deutschlandkarte für Altbaumaterialien und Bauteilaufbauten

## Planungsinstrumente
Das ZUB war Herausgeber der Software EPASS-HELENA, mit der Berechnungen gemäß Energieeinsparverordnung, DIN 4701, DIN 4108, DIN V 18599, DIN EN ISO 6946 und DIN EN 13370 durchgeführt werden können. Außerdem war das ZUB Herausgeber der Software ARGOS, mit der zweidimensionale Wärmebrücken in Gebäuden berechnet werden können. Die Software wird heute von der zub-systems GmbH herausgegeben, die sich bereits zu Zeiten des Vereins aus diesem heraus gründete.

## Weiterbildung
Seit dem Jahr 2001 ist das ZUB eine der zentralen Anlaufstellen für den Ausbildungsgang Energiefachberater im Baustoff-Fachhandel (EfiB), der sich vor allem an Baustoffhändler richtet. Ziel des Lehrgangs ist es, in einem vierwöchigen Kursus die Beratungskompetenz im Handel auf dem Bereich Energieeffizienz und der Bauphysik zu steigern. In den Jahren 2001 bis 2018 wurden über 3.000 Fachberater am ZUB ausgebildet, die mit Maßgaben §21 und §29 der Energieeinsparverordnung teilweise zur Ausstellung von Energieausweisen für bestehende Wohngebäude zugelassen sind.
Die übrigen Weiterbildungsmöglichkeiten sind eher akademisch orientiert und richten sich in erster Linie an Architekten, Planer und Bau-Ingenieure mit Themen wie Bauphysik, Thermographie, Blower-Door-Messungen, Energieeinsparverordnung, Energieeffizienz, Baurecht und Bauwirtschaft.

## Institutsgebäude
Mit einem Heizwärmebedarf von nur 25 kWh/m²a ist das Gebäude ein Vorbild für energieeffizientes Bauen. Der Wärmeverbrauch liegt mit 25 bis 30 kWh/m²a dicht am berechneten Bedarf. Das Gebäudekonzept weist viele Besonderheiten auf:
- Einsatz von Bauteilaktivierung
- passive Nutzung von Solarenergie
- Außenbauteile mit sehr hohem Wärmeschutz
- zweischalig gemauerte, nichttragende Innenwand aus ungebrannten Lehmsteinen, deren große thermische Speichermasse sich positiv auf die Temperaturverhältnisse in den Räumen auswirkt
- Lüftungsanlage mit Wärmerückgewinnung
- Sommerliche Kühlung durch Nachtlüftung und thermoaktive Decken im Wärmetausch mit der Sohlplatte. Eine Kältemaschine ist nicht installiert

Das Institutsgebäude wurde mit der Auflösung des Vereins von der Universität Kassel übernommen.